# Sevinch Mo'minova
Sevinch Mo'minova Mo'minova (in uzbeco Севинч Мўминова Толибовна?; Oltiariq, 30 giugno 1982) è una cantante uzbeka di origini azere.

## Biografia
Si è diplomata presso l'Istituto di Cultura di Tashkent. Grazie al suo ricco repertorio di canzoni, il 4 agosto 2010 è stata nominata Giovane Cantante dell'Anno dell'Uzbekistan. Ha sposato un uomo iracheno, Hussein Karbalaov.

## Discografia

### Album in studio
- 2014 – To'lin oy
- 2015 – Taqdir
- 2016 – Kolgem qeder
- 2021 – Dil gavhari
- 2024 – Vada berma
- 2024 – Tavba

## Filmografia
- Dilhiroj - Дилҳирож (Sanam) (2002)
- Baxt uchun million! (Sarvinoz 2) - Бахт учун миллион! (Сарвиноз 2) (Sarvinoz) (2005)
- Sunami - Цунами (Sevinch) (2006)
- Qish ertagi - Қиш эртаги (Muqaddas) (2009)
- Baxt ortidagi dard - Бахт ортидаги дард (2015)